# Oskar von Reyher

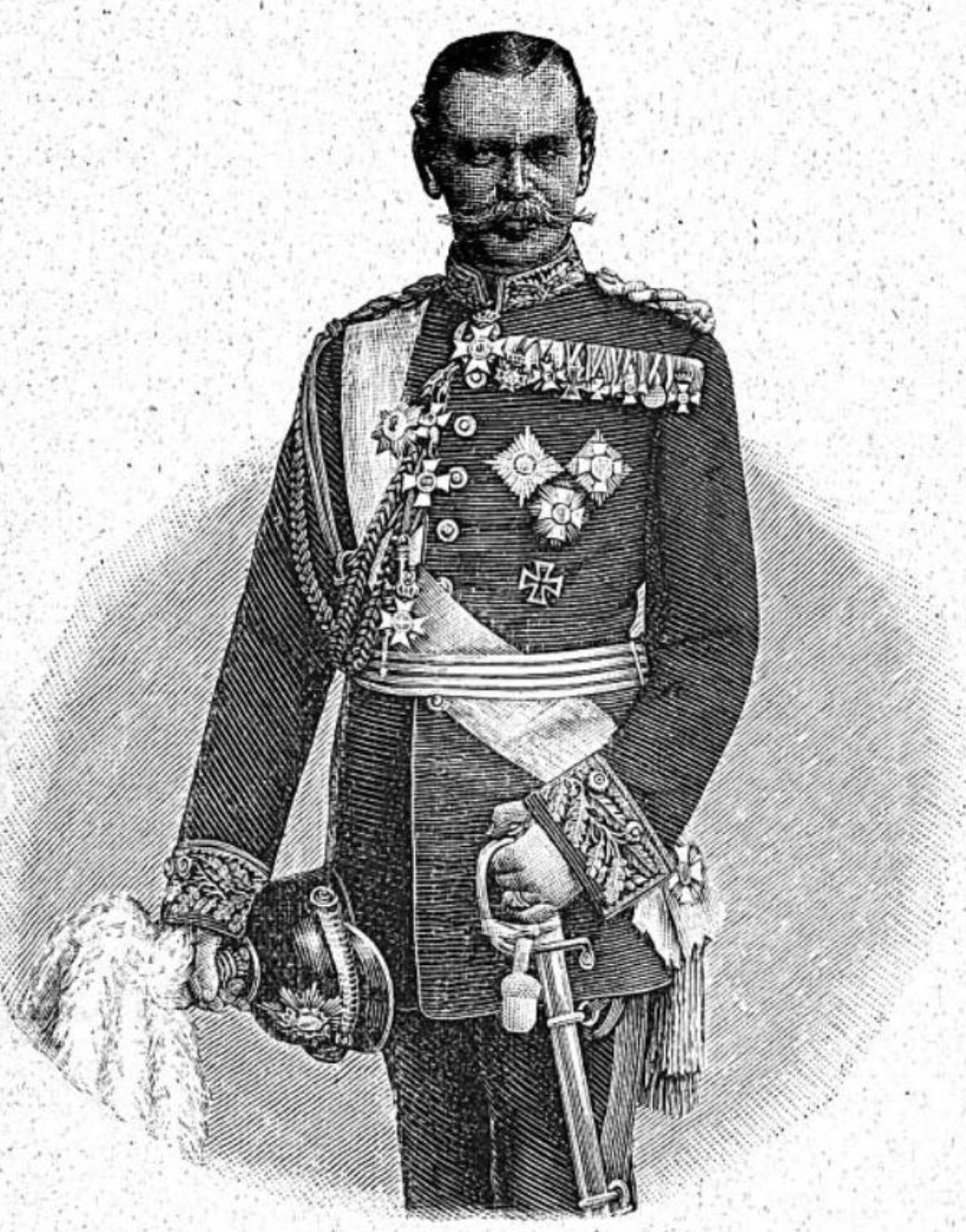
Oskar von Reyher

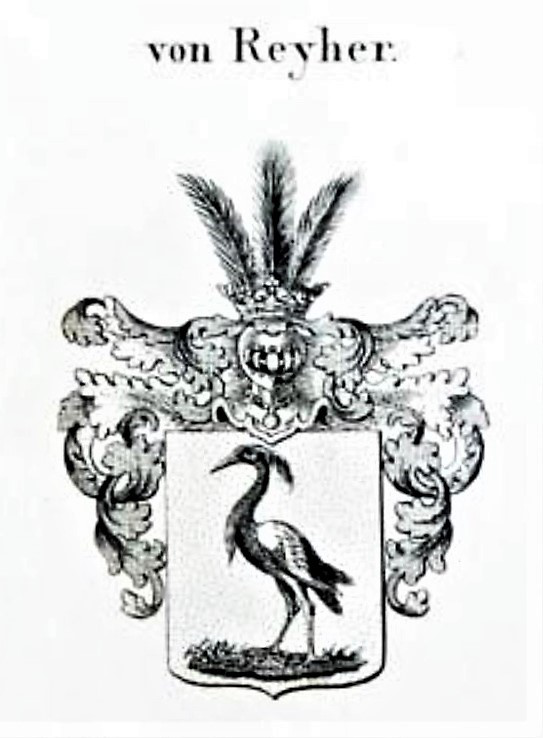
Wappen der Familie von Reyher

Eduard Oskar Reyher, seit 1878 von Reyher (* 24. Mai 1832 in Zwickau; † 25. August 1910 in Dresden) war ein sächsischer General der Infanterie.

## Leben

### Herkunft
Oskar entstammte der sächsischen und bürgerlichen Familie Reyher. Er war ein Sohn des Kommissionsrats Eduard Reyher (1800–1893) und dessen Ehefrau Wilhelmine, geborene Rabenstein (1802–1840).

### Militärkarriere
Reyher besuchte die Gymnasien in Freiberg und Zwickau und plante ursprünglich Medizin zu studieren. Aufgrund des Dresdner Maiaufstandes im Jahre 1849 und der darauf folgenden Neuorganisation und Erweiterung der Sächsischen Armee trat er im Juli desselben Jahres als Volontär in das 4. Bataillon des 1. Linien-Infanterie-Regiment „Prinz Albert“ ein, welches im selben Jahre noch in eine Infanterie-Brigade gleichen Namens umgewandelt wurde. Reyher war mit seinem Bataillon dabei in Bautzen stationiert. 1850 absolvierte er einen Kursus an der Militärbildungsanstalt in Dresden und wurde anschließend am 1. November 1850 zum Portepeejunker beim 12. Infanterie-Bataillon in Wurzen ernannt. Er wurde am 1. April 1852 zum Leutnant im 5. Infanterie-Bataillon in Chemnitz befördert und zwei Jahre später in das ebenfalls in Chemnitz stationierte 7. Infanterie-Bataillon versetzt. Er diente nach der Verlegung des Bataillons nach Marienberg weiterhin in dieser Einheit und wurde anlässlich der folgenlosen Mobilmachung gegen Frankreich am 1. März 1859 zum Oberleutnant befördert. Die nächsten Jahre war er als Bataillonsadjutant in seinem Truppenteil tätig und wurde in dieser Eigenschaft von seinen Unteroffizieren sehr geschätzt.
Am 1. Februar 1864 wurde Reyher als Adjutant zur 2. Infanterie-Brigade vacant „Prinz Max“ kommandiert und rückte in dieser Eigenschaft nach Ausbruch des Krieges gegen Preußen ins Feld. Er konnte sich dabei während der Schlacht von Königgrätz auszeichnen; die österreichische Brigade unter dem k.k. Generalmajor Karl Schulz wurde bei Ober-Priem nahezu zerstört und nahm den Rückzug an, weshalb die Oberleutnant Reyher angehörige 2. Infanterie-Brigade in eine äußerst kritische Lage geriet. Er konnte so aber mit seinem verwundeten Pferd den Abteilungen einer Halb-Brigade den Befehl zum Aufmarsch geben um den Rückzug auf Nieder-Prschim zu erleichtern und wurde dafür mit dem Ritterkreuz des Militär-St.-Heinrichs-Ordens beliehen. Direkt nach der Schlacht wurde er zum Hauptmann befördert und zum Adjutanten der 1. Infanterie-Division unter Generalleutnant Bernhard von Schimpff ernannt.
Nach Kriegsende und Reorganisation der Sächsischen Armee wurde Reyher am 1. April 1867 als Kompaniechef der in Leisnig stationierten 3. Kompanie des 8. Infanterie-Regiments Nr. 107 zugeteilt. 1869 wurde er in den Generalstab nach Dresden versetzt und im Mai 1870 in den preußischen Großen Generalstab nach Berlin unter der Leitung von Helmut von Moltke kommandiert und dabei dienstleistend beim Generalstabe der 19. Division verwendet. Er kehrte zwecks Ausbruch des Krieges gegen Frankreich nach Sachsen zurück und wurde mit dem Hauptmann Eugen von Kirchbach als Generalstabsoffizier zur Kavallerie-Division Nr. 12 unter Generalmajor Franz zur Lippe-Biesterfeld-Weißenfeld versetzt. Dabei wurde er am 22. August 1870 zum Generalkommando abkommandiert, wo er vom 15. September bis zum 26. November 1870 den vor Paris an Typhus erkrankten Chef des Stabes des XII. Armee-Korps, Oberst Oswald von Carlowitz, vertrat. Er nahm während des Krieges an den Schlachten bei Gravelotte, Verdun, Nouart, Beaumont, bei Sedan, Villiers, der Besetzung von Mont Avron und der Belagerung von Paris teil. Für sein Wirken erhielt Reyher das Ritterkreuz I. Klasse des Verdienstordens mit Kriegsdekoration, beiden Klassen des Eisernen Kreuzes sowie den württembergischen Militärverdienstorden. Noch während des Krieges wurde er am 1. Mai 1871 zum Major befördert und kehrte schließlich nach Sachsen zurück, wo er vom 15. September desselben Jahres bis zum 1. Oktober 1875 als Generalstabsoffizier bei der Kavallerie-Division Nr. 12 diente. Zugleich wirkte er auch bei der Militär-Examinations-Kommission und wurde am 1. Oktober 1875 zum Oberstleutnant befördert.
Er kehrte darauf in den Truppendienst zurück und übernahm das III. Bataillon des Schützen-(Füsilier-)Regiment „Prinz Georg“ Nr. 108. In dieser Eigenschaft wurde er am 17. Juni 1878 anlässlich der Silberhochzeit von König Albert in den erblichen sächsischen Adelstand erhoben. Nach Beförderung zum Oberst am 1. Oktober 1880 wurde er Kommandeur des Zittauer 3. Infanterie-Regiments Nr. 102 und durch seinen Regimentschef Luitpold von Bayern Ende 1886 mit dem Komturkreuz seines Militärverdienstordens ausgezeichnet. Unter Beförderung zum Generalmajor erfolgte am 15. Januar 1887 seine Ernennung zum Kommandeur der 4. Infanterie-Brigade Nr. 48. 1888 erhielt er die Erlaubnis zur Annahme des Großkomturkreuzes des griechischen Erlöser-Ordens. Am 1. Februar 1889 wurde er als Nachfolger von Generalleutnant von Rudorff mit der Führung der 1. Division Nr. 23 beauftragt, welche er am 27. Juni desselben Jahres definitiv übernahm, wobei er gleichzeitig zum Generalleutnant befördert wurde. 1889 wurde ihm der Rote Adlerorden II. Klasse mit dem Stern verliehen. Die folgenden Jahre erfolgten 1891 die Auszeichnung mit dem Großkreuz des württembergischen Friedrichs-Ordens, 1892 mit dem Komturkreuz I. Klasse des Sächsischen Verdienstordens und 1893 mit dem preußische Kronen-Orden I. Klasse. In Genehmigung seines Abschiedsgesuches wurde Reyher am 9. April 1894 mit dem Charakter als General der Infanterie zur Disposition sowie gleichzeitig à la suite des 3. Infanterie-Regiments Nr. 102 „Prinz-Regent Luitpold von Bayern“ gestellt. Anlässlich des 200-jährigen Jubiläums dieses Infanteries wurde er am 14. Juni 1909 als ehemaliger Regimentskommandeur mit dem Goldenen Stern zum Großkreuz des Albrechts-Ordens ausgezeichnet.
Er wurde auf dem Inneren Neustädter Friedhof in Dresden unter großer Anteilnahme begraben.

### Familie
Reyher hatte sich am 12. Oktober 1858 in Chemnitz mit Natalie Richter (1838–1908) verheiratet. Aus der Ehe gingen vier Söhne hervor, von denen zwei im Kindesalter verstarben. Heinrich von Reyher (1859–1911) wurde Oberstleutnant und Kurt von Reyher (1862–1925) Generalleutnant in der Sächsischen Armee.